# Ourdon
Ourdon est une commune française située dans l'ouest du département des Hautes-Pyrénées, en région Occitanie.
Sur le plan historique et culturel, la commune est dans la province du Lavedan, partie sud-occidentale de la Bigorre et constituée d'un ensemble de sept vallées en amont de la ville de Lourdes. Exposée à un climat de montagne, elle est drainée par le Nès et par divers autres petits cours d'eau. La commune possède un patrimoine naturel remarquable composé de deux zones naturelles d'intérêt écologique, faunistique et floristique.
Ourdon est une commune rurale qui compte 14 habitants en 2022, après avoir connu un pic de population de 100 habitants en 1821. Elle fait partie de l'aire d'attraction de Lourdes..
Ses habitants sont appelés les Ourdonnais.

## Géographie

### Localisation
La commune d'Ourdon se trouve dans le département des Hautes-Pyrénées, en région Occitanie.
Elle se situe à 23 km à vol d'oiseau de Tarbes, préfecture du département, à 8 km d'Argelès-Gazost, sous-préfecture, et à 7 km de Lourdes, bureau centralisateur du canton de Lourdes-2 dont dépend la commune depuis 2015 pour les élections départementales.
La commune fait en outre partie du bassin de vie de Lourdes.
Les communes les plus proches sont : 
Ousté (1,5 km), Berbérust-Lias (1,6 km), Gazost (1,9 km), Juncalas (2,4 km), Saint-Créac (2,7 km), Geu (2,9 km), Ger (2,9 km), Cheust (3,0 km).
Sur le plan historique et culturel, Ourdon fait partie de la province historique du Lavedan, partie sud-occidentale de la Bigorre et constitué d'un ensemble de sept vallées en amont de la ville de Lourdes. Historiquement, elle  fait partie de la province de Gascogne, et plus particulièrement du comté de Bigorre. La commune est dans la vallée de Castelloubon qui regroupe douze communes,.

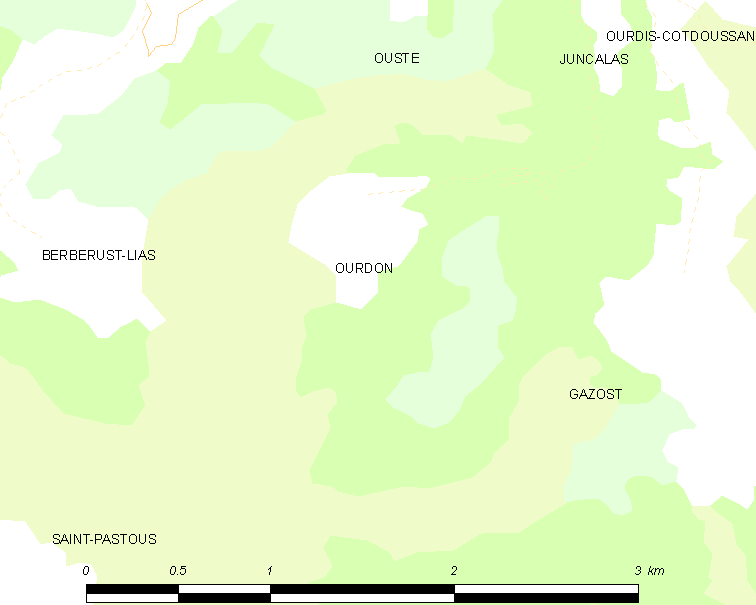
Carte de la commune d'Ourdon et des proches communes.

|                | Ousté  | Juncalas |
| Berbérust-Lias | Ourdon |          |
|                |        | Gazost   |

### Hydrographie
La commune est dans le bassin de l'Adour, au sein du bassin hydrographique Adour-Garonne. Elle est drainée par le Nès, le ruisseau de Habouse, le ruisseau de la Passade et le ruisseau de Trésères, constituant un réseau hydrographique de 4 km de longueur totale,.
Le Nès, d'une longueur totale de 15,7 km, prend sa source dans la commune de Beaucens et s'écoule vers le nord. Il traverse la commune et se jette dans le gave de Pau à Lugagnan, après avoir traversé 7 communes.

### Climat
Le climat qui caractérise la commune est qualifié, en 2010, de « climat des marges montargnardes », selon la typologie des climats de la France qui compte alors huit grands types de climats en métropole. En 2020, la commune ressort du type « climat de montagne » dans la classification établie par Météo-France, qui ne compte désormais, en première approche, que cinq grands types de climats en métropole. Pour ce type de climat, la température décroît rapidement en fonction de l'altitude. On observe une nébulosité minimale en hiver et maximale en été. Les vents et les précipitations varient notablement selon le lieu.
Les paramètres climatiques qui ont permis d’établir la typologie de 2010 comportent six variables pour les températures et huit pour les précipitations, dont les valeurs correspondent à la normale 1971-2000. Les sept principales variables caractérisant la commune sont présentées dans l'encadré ci-après.
| Paramètres climatiques communaux sur la période 1971-2000 - Moyenne annuelle de température : 10,9 °C - Nombre de jours avec une température inférieure à −5 °C : 4,5 j - Nombre de jours avec une température supérieure à 30 °C : 4,3 j - Amplitude thermique annuelle : 14,5 °C - Cumuls annuels de précipitation : 1 328 mm - Nombre de jours de précipitation en janvier : 11 j - Nombre de jours de précipitation en juillet : 10,2 j |

Avec le changement climatique, ces variables ont évolué. Une étude réalisée en 2014 par la Direction générale de l'Énergie et du Climat complétée par des études régionales prévoit en effet que la  température moyenne devrait croître et la pluviométrie moyenne baisser, avec toutefois de fortes variations régionales. Ces changements peuvent être constatés sur la station météorologique de Météo-France la plus proche, « Ayros-Arbouix », sur la commune d'Ayros-Arbouix, mise en service en 1982 et qui se trouve à 5 km à vol d'oiseau,, où la température moyenne annuelle est de 12,7 °C et la hauteur de précipitations de 1 031,4 mm pour la période 1981-2010.
Sur la station météorologique historique la plus proche, « Tarbes-Lourdes-Pyrénées », sur la commune d'Ossun, mise en service en 1946 et à 16 km, la température moyenne annuelle évolue de 12,2 °C pour la période 1971-2000, à 12,6 °C pour 1981-2010, puis à 12,9 °C pour 1991-2020.

### Milieux naturels et biodiversité
L’inventaire des zones naturelles d'intérêt écologique, faunistique et floristique (ZNIEFF) a pour objectif de réaliser une couverture des zones les plus intéressantes sur le plan écologique, essentiellement dans la perspective d’améliorer la connaissance du patrimoine naturel national et de fournir aux différents décideurs un outil d’aide à la prise en compte de l’environnement dans l’aménagement du territoire.
Une ZNIEFF de type 1 est recensée sur la commune :
le « réseau hydrographique des Angles et du Bénaquès » (260 ha), couvrant 35 communes du département et une ZNIEFF de type 2, : 
les « coteaux et vallons des Angles et du Bénaquès » (12 879 ha), couvrant 45 communes du département.

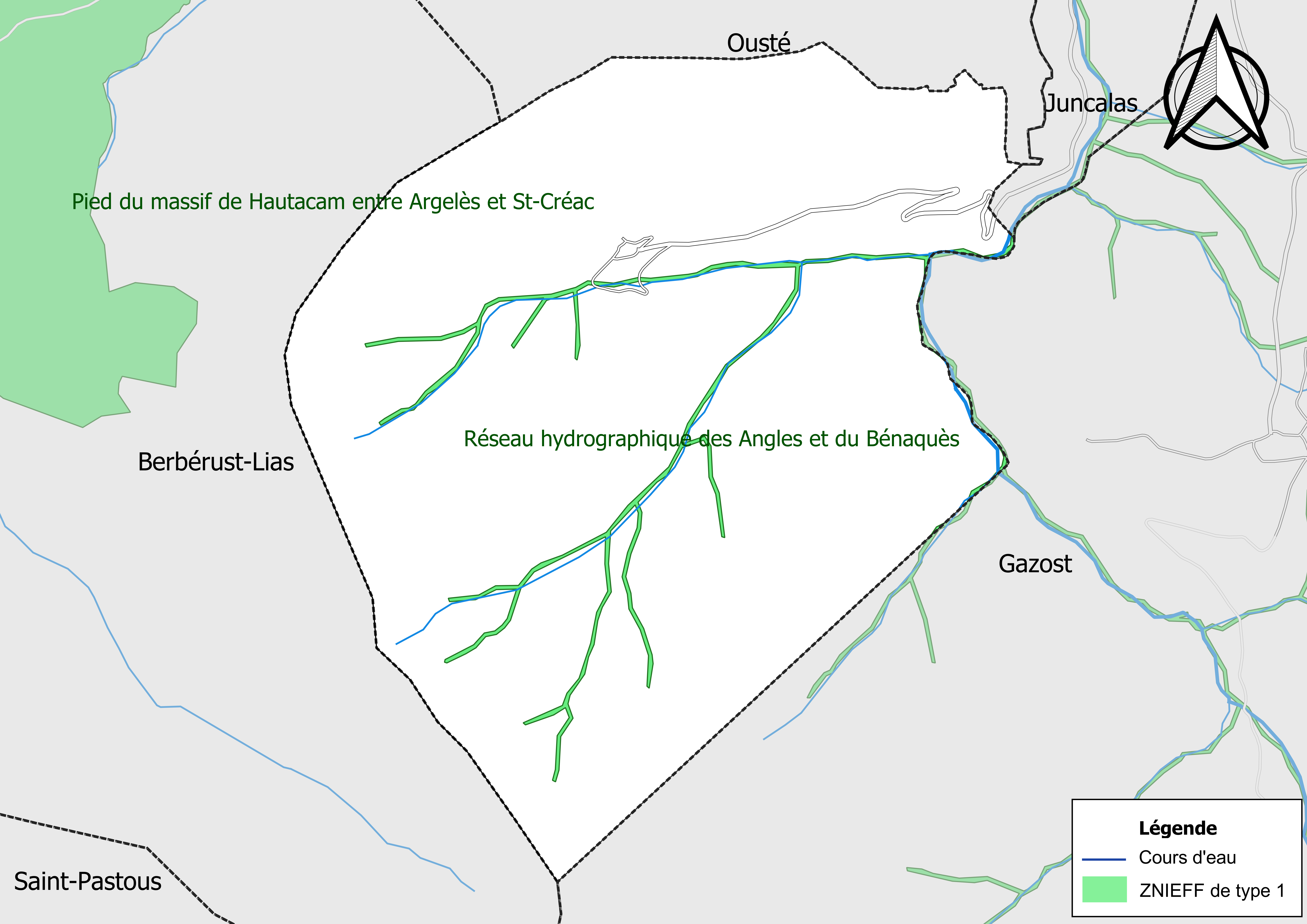
Carte de la ZNIEFF de type 1 sur la commune.
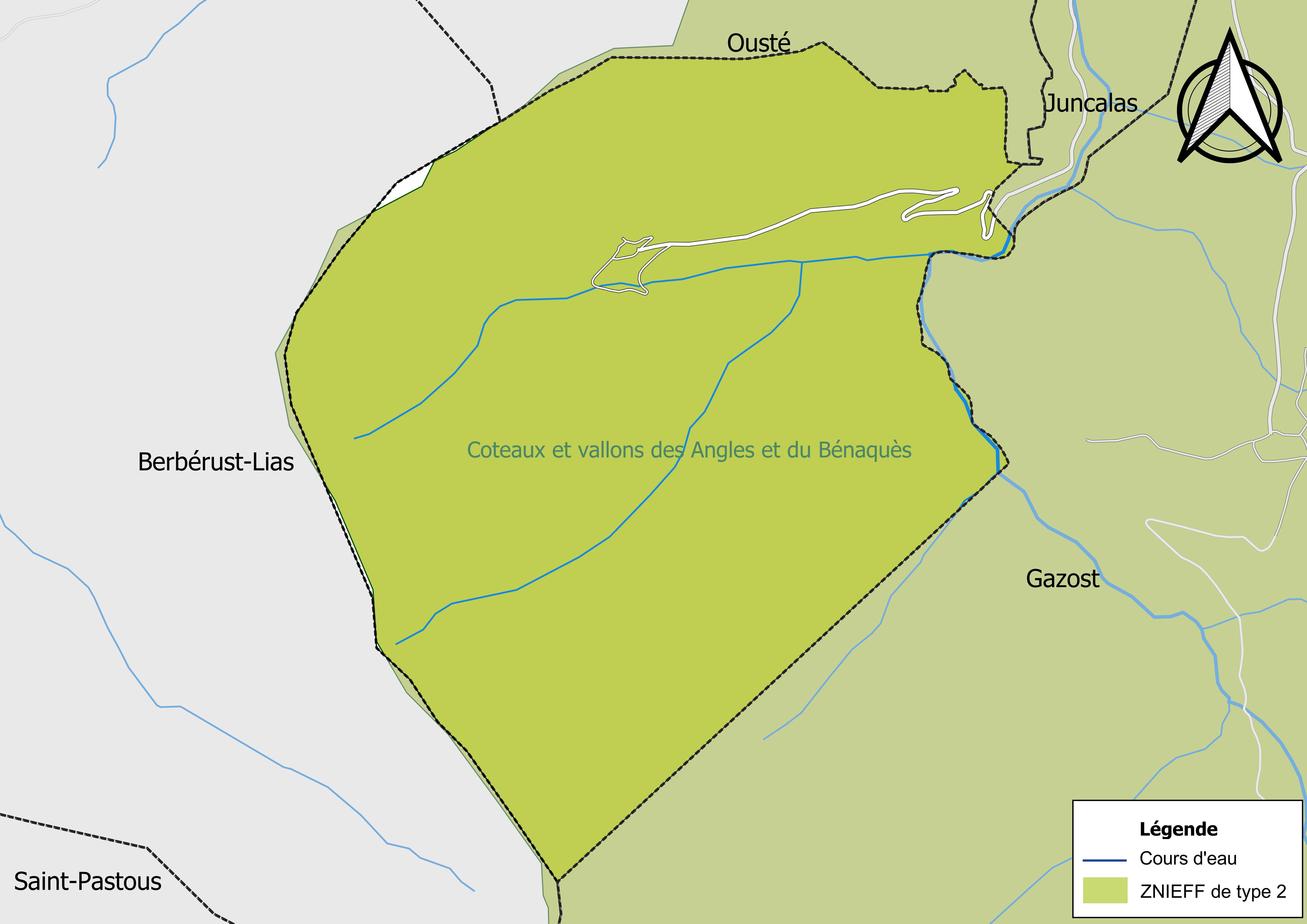
Carte de la ZNIEFF de type 2 sur la commune.

## Urbanisme

### Typologie
Au 1er janvier 2024, Ourdon est catégorisée commune rurale à habitat très dispersé, selon la nouvelle grille communale de densité à sept niveaux définie par l'Insee en 2022.
Elle est située hors unité urbaine. Par ailleurs la commune fait partie de l'aire d'attraction de Lourdes, dont elle est une commune de la couronne,. Cette aire, qui regroupe 45 communes, est catégorisée dans les aires de moins de 50 000 habitants,.

### Occupation des sols
L'occupation des sols de la commune, telle qu'elle ressort de la base de données européenne d’occupation biophysique des sols Corine Land Cover (CLC), est marquée par l'importance des forêts et milieux semi-naturels (87,6 % en 2018), une proportion identique à celle de 1990 (87,6 %). La répartition détaillée en 2018 est la suivante : 
milieux à végétation arbustive et/ou herbacée (46,1 %), forêts (41,5 %), prairies (12,4 %).
L'IGN met par ailleurs à disposition un outil en ligne permettant de comparer l’évolution dans le temps de l’occupation des sols de la commune (ou de territoires à des échelles différentes). Plusieurs époques sont accessibles sous forme de cartes ou photos aériennes : la carte de Cassini (XVIIIe siècle), la carte d'état-major (1820-1866) et la période actuelle (1950 à aujourd'hui).

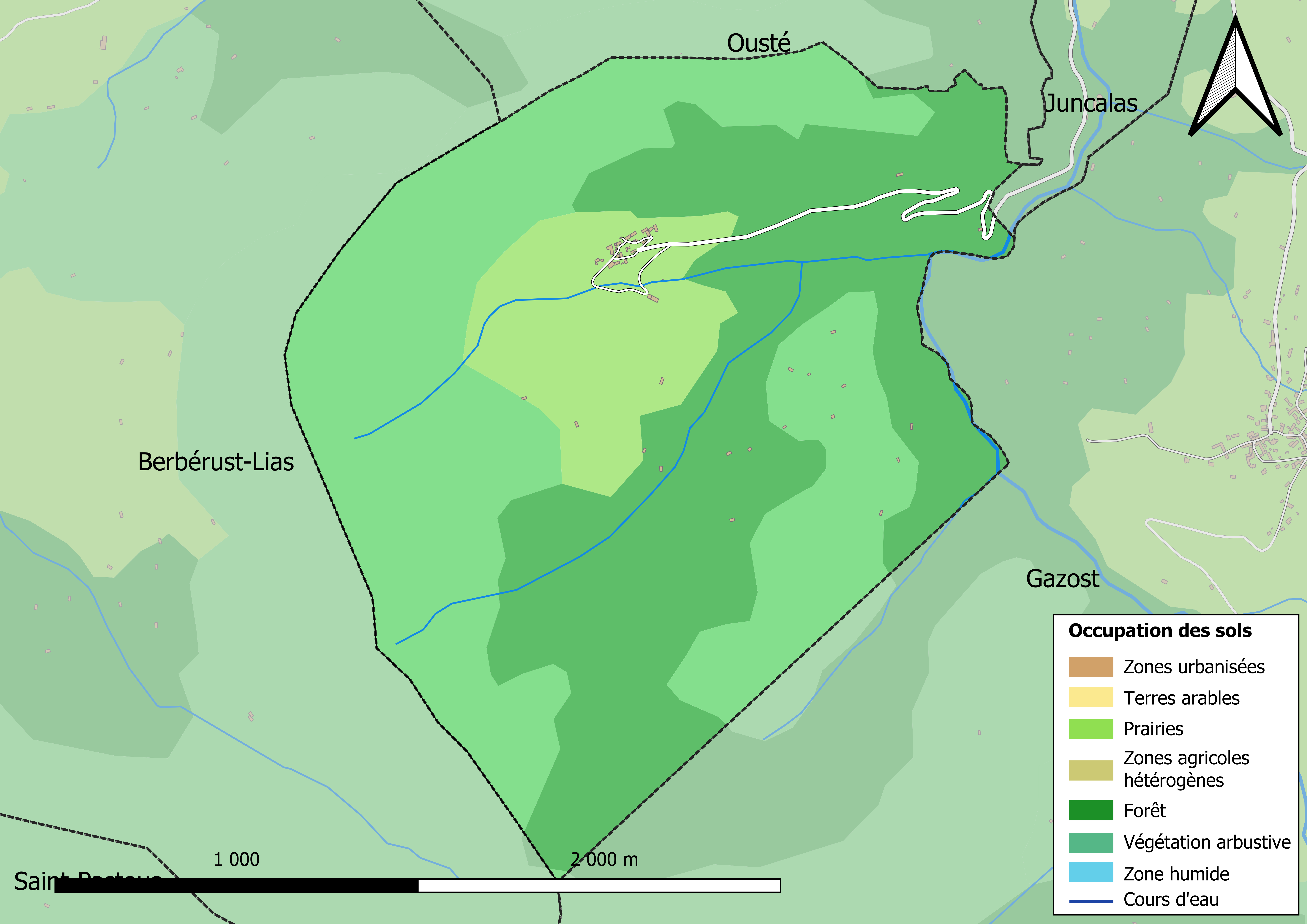
Carte des infrastructures et de l'occupation des sols en 2018 (CLC) de la commune.
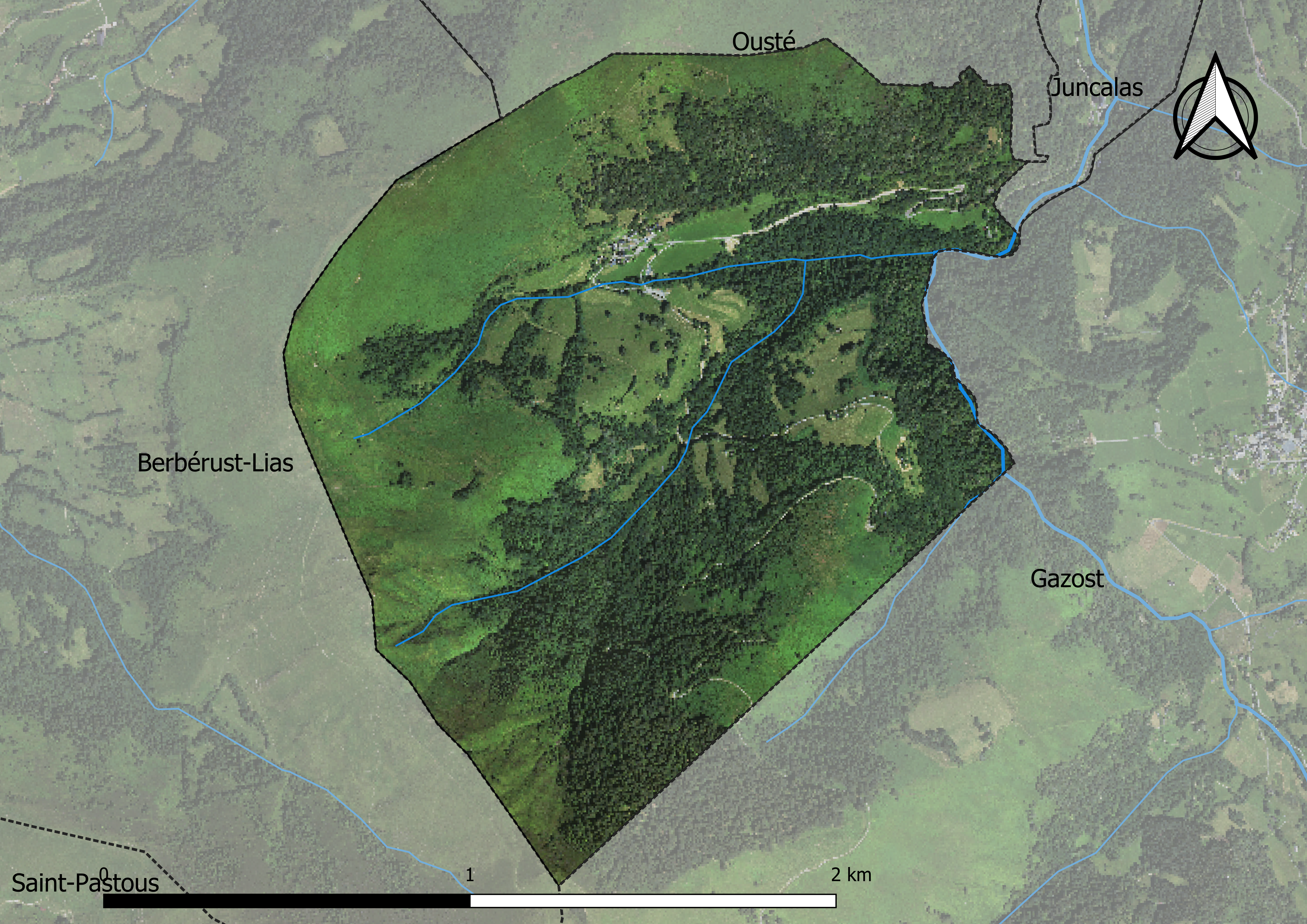
Carte orthophotogrammétrique de la commune.

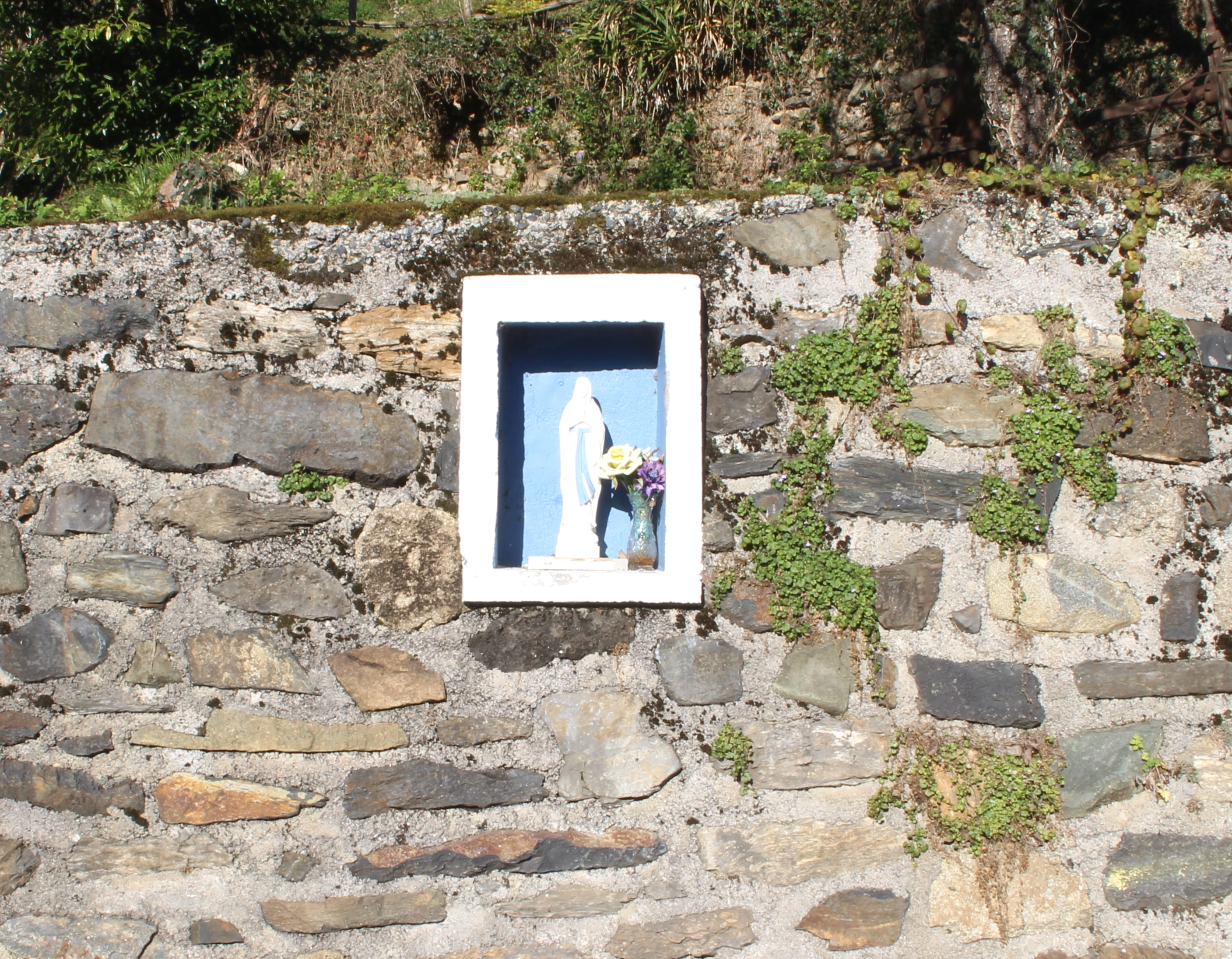
L’ oratoire.

### Logement
En 2012, le nombre total de logements dans la commune est de 16.

Parmi ces logements, 47,4 % sont des résidences principales, 52,6 % des résidences secondaires et 0,0 % des logements vacants.

### Risques majeurs
Le territoire de la commune d'Ourdon est vulnérable à différents aléas naturels : météorologiques (tempête, orage, neige, grand froid, canicule ou sécheresse), feux de forêts, mouvements de terrains et séisme (sismicité moyenne). Il est également exposé à un risque particulier : le risque de radon. Un site publié par le BRGM permet d'évaluer simplement et rapidement les risques d'un bien localisé soit par son adresse soit par le numéro de sa parcelle.

#### Risques naturels
Ourdon est exposée au risque de feu de forêt. Un plan départemental de protection des forêts contre les incendies a été approuvé par arrêté préfectoral le 21 avril 2020 pour la période 2020-2029. Le précédent couvrait la période 2007-2017. L’emploi du feu est régi par deux types de réglementations. D’abord le code forestier et l’arrêté préfectoral du 27 octobre 2014, qui réglementent l’emploi du feu à moins de 200 m des espaces naturels combustibles sur l’ensemble du département. Ensuite celle établie dans le cadre de la lutte contre la pollution de l’air, qui interdit le brûlage des déchets verts des particuliers. L’écobuage est quant à lui réglementé dans le cadre de commissions locales d’écobuage (CLE)

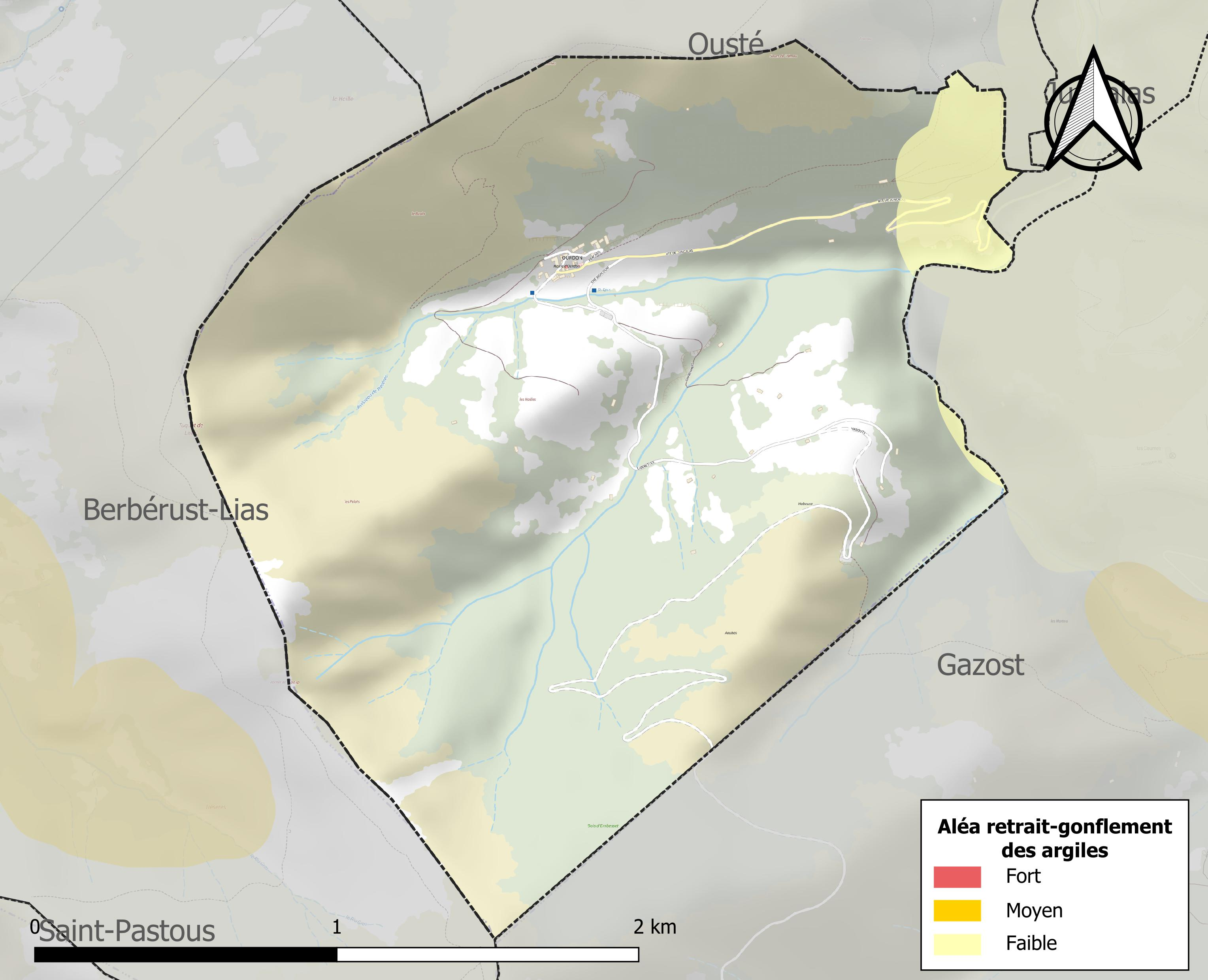
Carte des zones d'aléa retrait-gonflement des sols argileux d'Ourdon.

Les mouvements de terrains susceptibles de se produire sur la commune sont des tassements différentiels.
Le retrait-gonflement des sols argileux est susceptible d'engendrer des dommages importants aux bâtiments en cas d’alternance de périodes de sécheresse et de pluie. La totalité de la commune est en aléa faible (44,5 % au niveau départemental et 48,5 % au niveau national). Sur les 14 bâtiments dénombrés sur la commune en 2019, aucun n'est en aléa moyen ou fort, à comparer aux 75 % au niveau départemental et 54 % au niveau national. Une cartographie de l'exposition du territoire national au retrait gonflement des sols argileux est disponible sur le site du BRGM,.
Par ailleurs, afin de mieux appréhender le risque d’affaissement de terrain, l'inventaire national des cavités souterraines permet de localiser celles situées sur la commune.
La commune a été reconnue en état de catastrophe naturelle au titre des dommages causés par les inondations et coulées de boue survenues en 1982, 1999, 2009 et 2011. Concernant les mouvements de terrains, la commune a été reconnue en état de catastrophe naturelle au titre des dommages causés par des mouvements de terrain en 1999.

#### Risque particulier
Dans plusieurs parties du territoire national, le radon, accumulé dans certains logements ou autres locaux, peut constituer une source significative d’exposition de la population aux rayonnements ionisants. Certaines communes du département sont concernées par le risque radon à un niveau plus ou moins élevé. Selon la classification de 2018, la commune d'Ourdon est classée en zone 2, à savoir zone à potentiel radon faible mais sur lesquelles des facteurs géologiques particuliers peuvent faciliter le transfert du radon vers les bâtiments.

## Toponymie

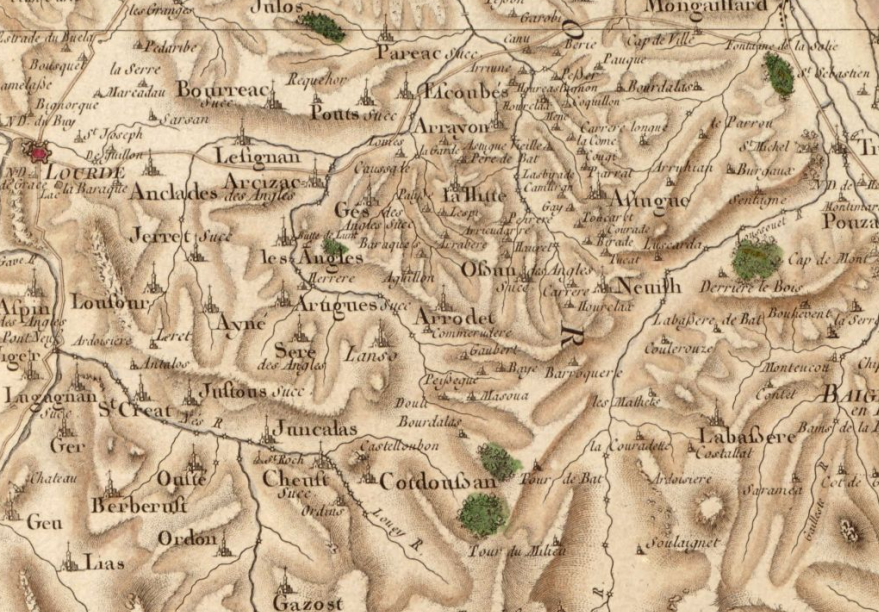
Extrait de la carte de Cassini situant Ourdon à l'est de Lourdes.

On trouvera les principales informations dans le Dictionnaire toponymique des communes des Hautes-Pyrénées de Michel Grosclaude et Jean-François Le Nail qui rapporte les dénominations historiques du village :
Dénominations historiques :
- d’Ordo (1309, livre vert de Bénac) ;
- Ordonum, latin (1313, Debita regi Navarre) ;
- D-Ordo (1313, Debita regi Navarre) ;
- De Ordano, latin (1342, pouillé de Tarbes).1 ;
- Ordoo (1384, livre vert Bénac ; 1403, ibid.) ;
- Ordo (1403, livre vert Bénac) ;
- Ordon (1736-1785, registres paroissiaux) ;
- Ordon (fin XVIIIe siècle, carte de Cassini).

Nom occitan : Ordon.

## Histoire
L'histoire d'Ourdon se confond avec celle du Castelloubon.

### Cadastre napoléonien d'Ourdon
Le plan cadastral napoléonien d'Ourdon est consultable sur le site des archives départementales des Hautes-Pyrénées.

## Politique et administration

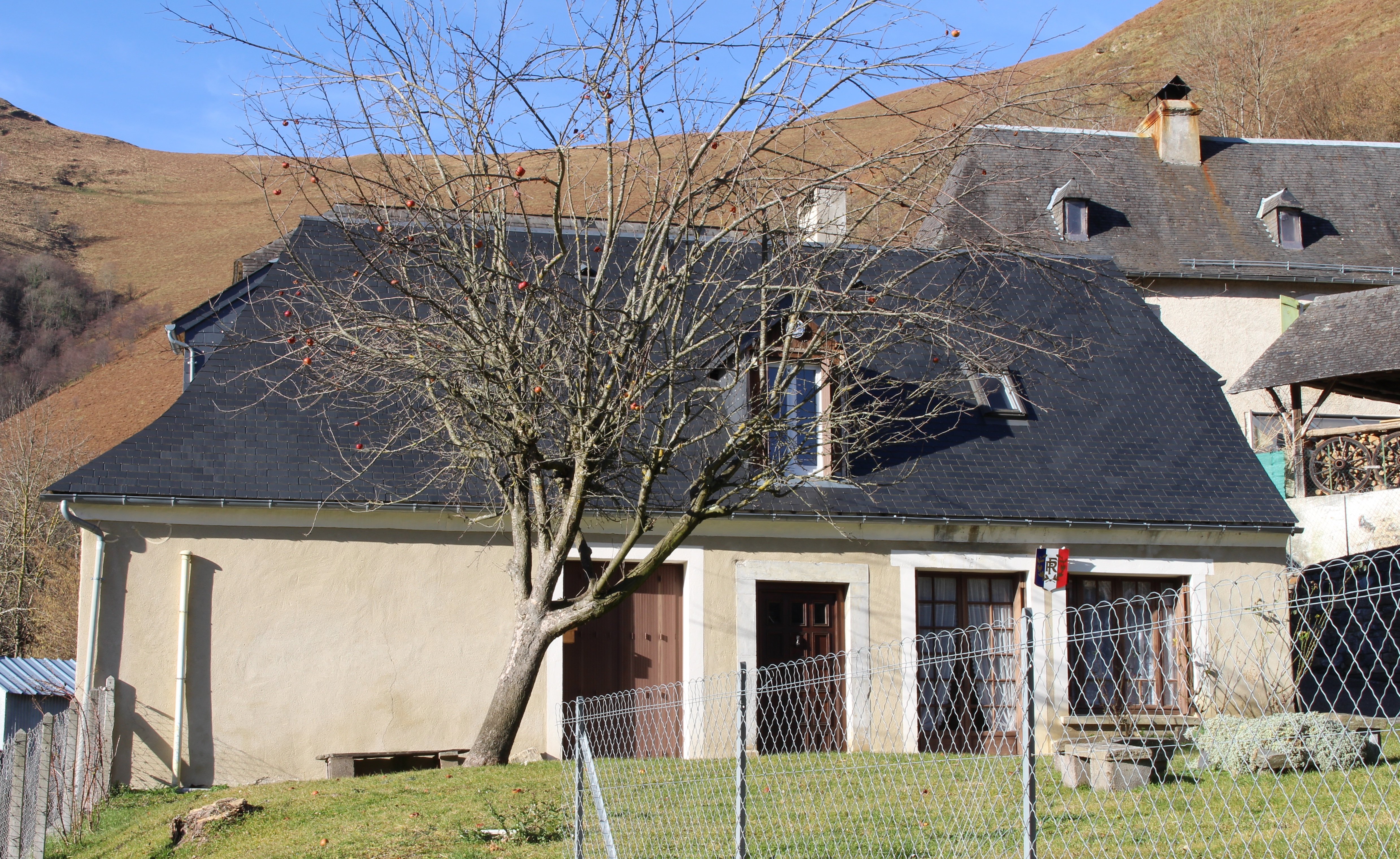
La mairie en 2016.

### Liste des maires
| Période                                  | Période   | Identité          | Étiquette | Qualité |
| ---------------------------------------- | --------- | ----------------- | --------- | ------- |
| Les données manquantes sont à compléter. |           |                   |           |         |
|                                          |           |                   |           |         |
| avant 1988                               | mars 2001 | Christian Crampe  |           |         |
| mars 2001                                | En cours  | Jean Louis Crampe | SE        |         |

### Rattachements administratifs et électoraux

#### Historique administratif
Pays et  sénéchaussée de Bigorre, Lavedan, Estrema de Castelloubon, canton de Juncalas puis de Castelloubon et Batsouriguère (1790), de Lourdes (1802), Lourdes-Est (1973).

#### Intercommunalité
Ourdon appartient à la Communauté d'agglomération Tarbes-Lourdes-Pyrénées créée en janvier 2017 et qui réunit 86 communes.

## Population et société

### Démographie

#### Évolution démographique
L'évolution du nombre d'habitants est connue à travers les recensements de la population effectués dans la commune depuis 1793. Pour les communes de moins de 10 000 habitants, une enquête de recensement portant sur toute la population est réalisée tous les cinq ans, les populations de référence des années intermédiaires étant quant à elles estimées par interpolation ou extrapolation. Pour la commune, le premier recensement exhaustif entrant dans le cadre du nouveau dispositif a été réalisé en 2004.

En 2022, la commune comptait 14 habitants, en évolution de +180 % par rapport à 2016 (Hautes-Pyrénées : +1,59 %, France hors Mayotte : +2,11 %).
| 1793 | 1800 | 1806 | 1821 | 1831 | 1836 | 1841 | 1846 | 1851 |
| ---- | ---- | ---- | ---- | ---- | ---- | ---- | ---- | ---- |
| 82   | 60   | 57   | 100  | 79   | 85   | 88   | 85   | 90   |

| 1856 | 1861 | 1866 | 1872 | 1876 | 1881 | 1886 | 1891 | 1896 |
| ---- | ---- | ---- | ---- | ---- | ---- | ---- | ---- | ---- |
| 80   | 78   | 79   | 66   | 62   | 57   | 62   | 66   | 60   |

| 1901 | 1906 | 1911 | 1921 | 1926 | 1931 | 1936 | 1946 | 1954 |
| ---- | ---- | ---- | ---- | ---- | ---- | ---- | ---- | ---- |
| 65   | 64   | 58   | 51   | 57   | 43   | 46   | 40   | 26   |

| 1962 | 1968 | 1975 | 1982 | 1990 | 1999 | 2004 | 2006 | 2009 |
| ---- | ---- | ---- | ---- | ---- | ---- | ---- | ---- | ---- |
| 20   | 17   | 16   | 17   | 9    | 6    | 6    | 6    | 10   |

| 2014 | 2019 | 2022 | - | - | - | - | - | - |
| ---- | ---- | ---- | - | - | - | - | - | - |
| 6    | 11   | 14   | - | - | - | - | - | - |

### Enseignement
La commune dépend de l'académie de Toulouse. Elle ne dispose plus d'école en 2016.

## Économie

### Emploi
|                | 2008   | 2013  | 2018   |
| -------------- | ------ | ----- | ------ |
| Commune        | 11,1 % | 25 %  | 16,7 % |
| Département    | 7,7 %  | 9,4 % | 9,8 %  |
| France entière | 8,3 %  | 10 %  | 10 %   |

En 2018, la population âgée de 15 à 64 ans s'élève à 5 personnes, parmi lesquelles on compte 83,3 % d'actifs (66,7 % ayant un emploi et 16,7 % de chômeurs) et 16,7 % d'inactifs,. Depuis 2008, le taux de chômage communal (au sens du recensement) des 15-64 ans est supérieur à celui de la France et du département.
La commune fait partie de la couronne de l'aire d'attraction de Lourdes, du fait qu'au moins 15 % des actifs travaillent dans le pôle,. Elle compte 2 emplois en 2018, contre 1 en 2013 et 2 en 2008. Le nombre d'actifs ayant un emploi résidant dans la commune est de 4, soit un indicateur de concentration d'emploi de 40 % et un taux d'activité parmi les 15 ans ou plus de 66,7 %.
Sur ces 4 actifs de 15 ans ou plus ayant un emploi, 2 travaillent dans la commune, soit 40 % des habitants. Pour se rendre au travail, la totalité des habitants utilise un véhicule personnel ou de fonction à quatre roues.

## Culture locale et patrimoine

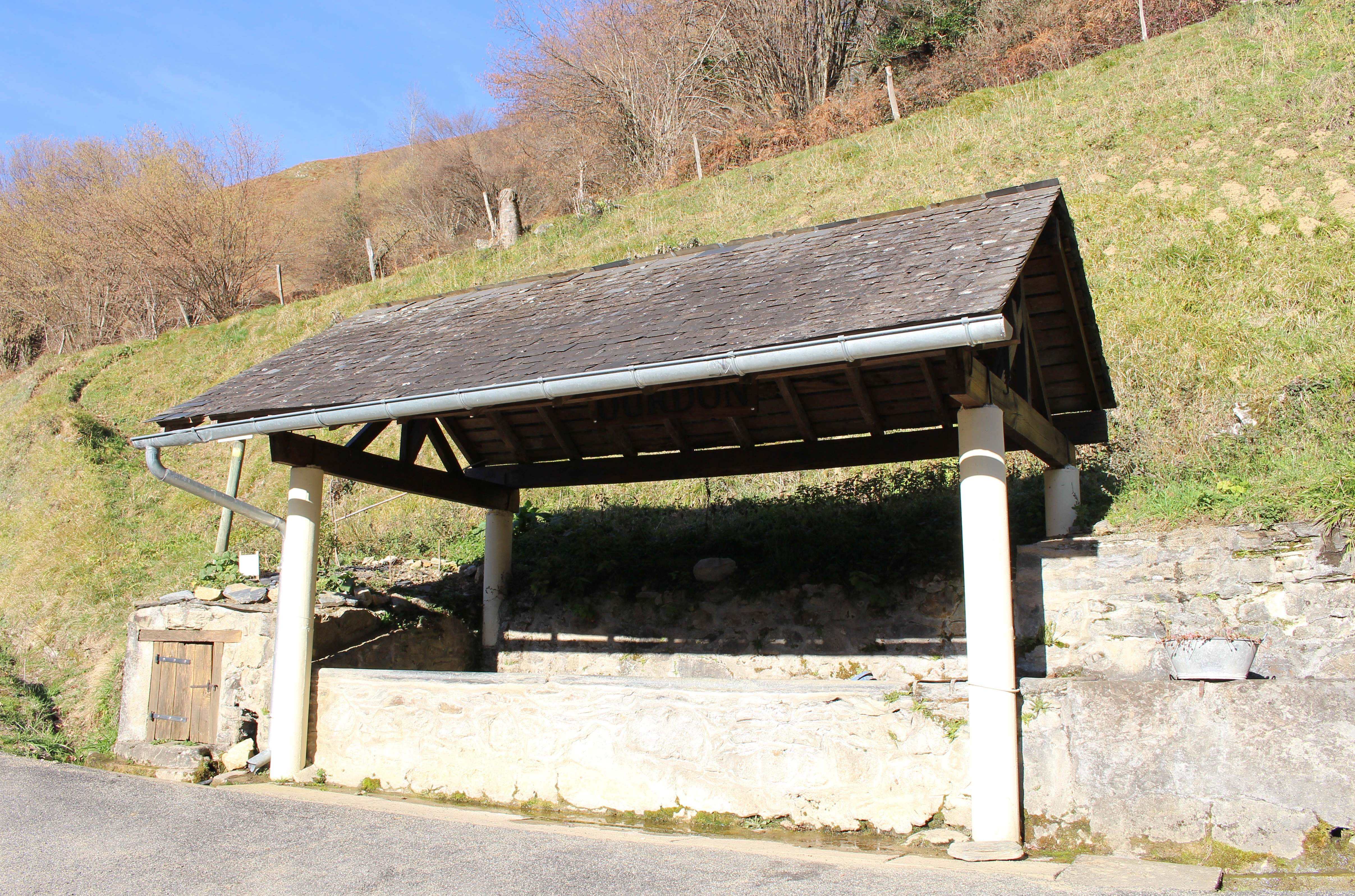
Le lavoir d'Ourdon et son laytè.

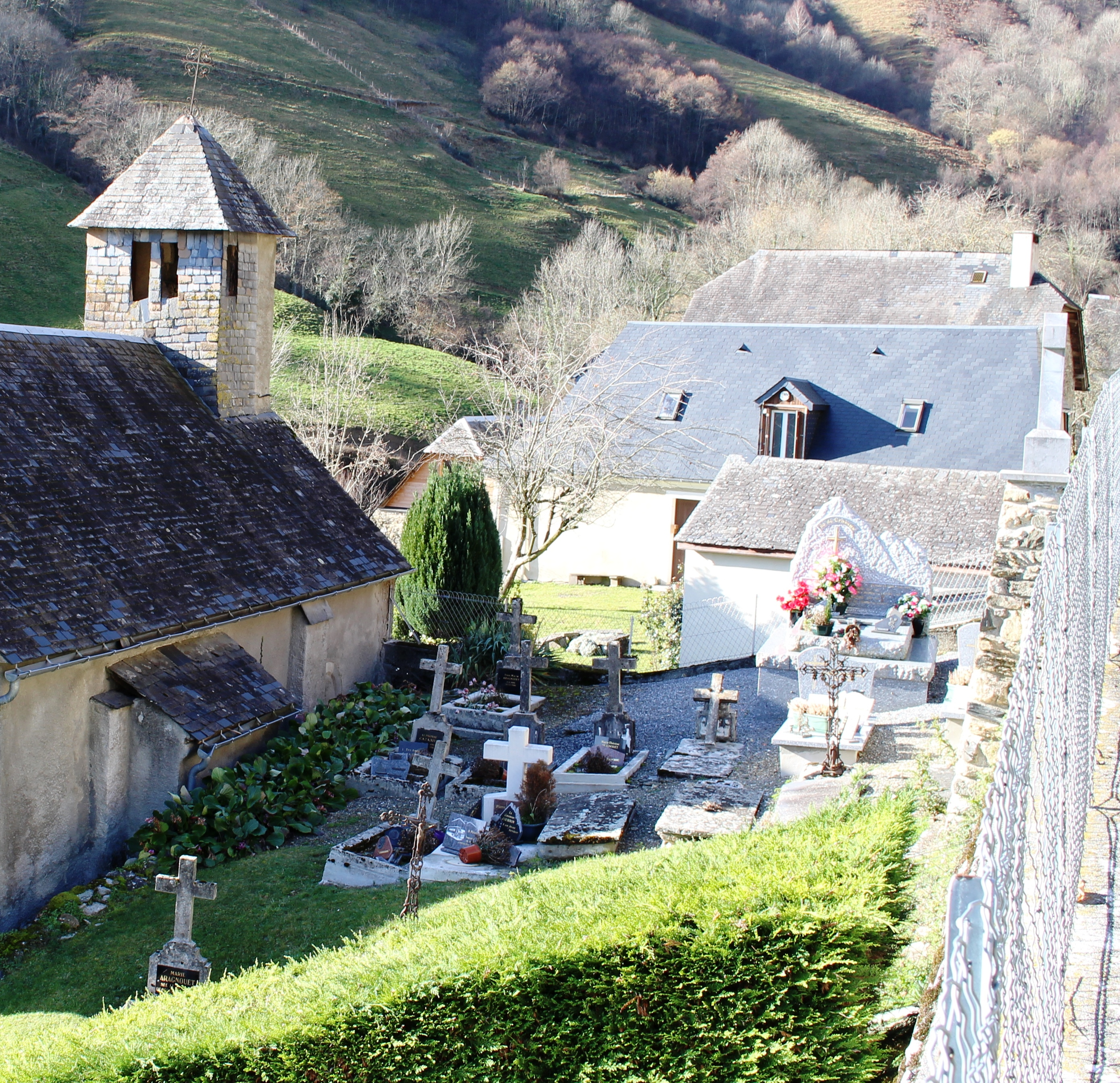
Le cimetière.

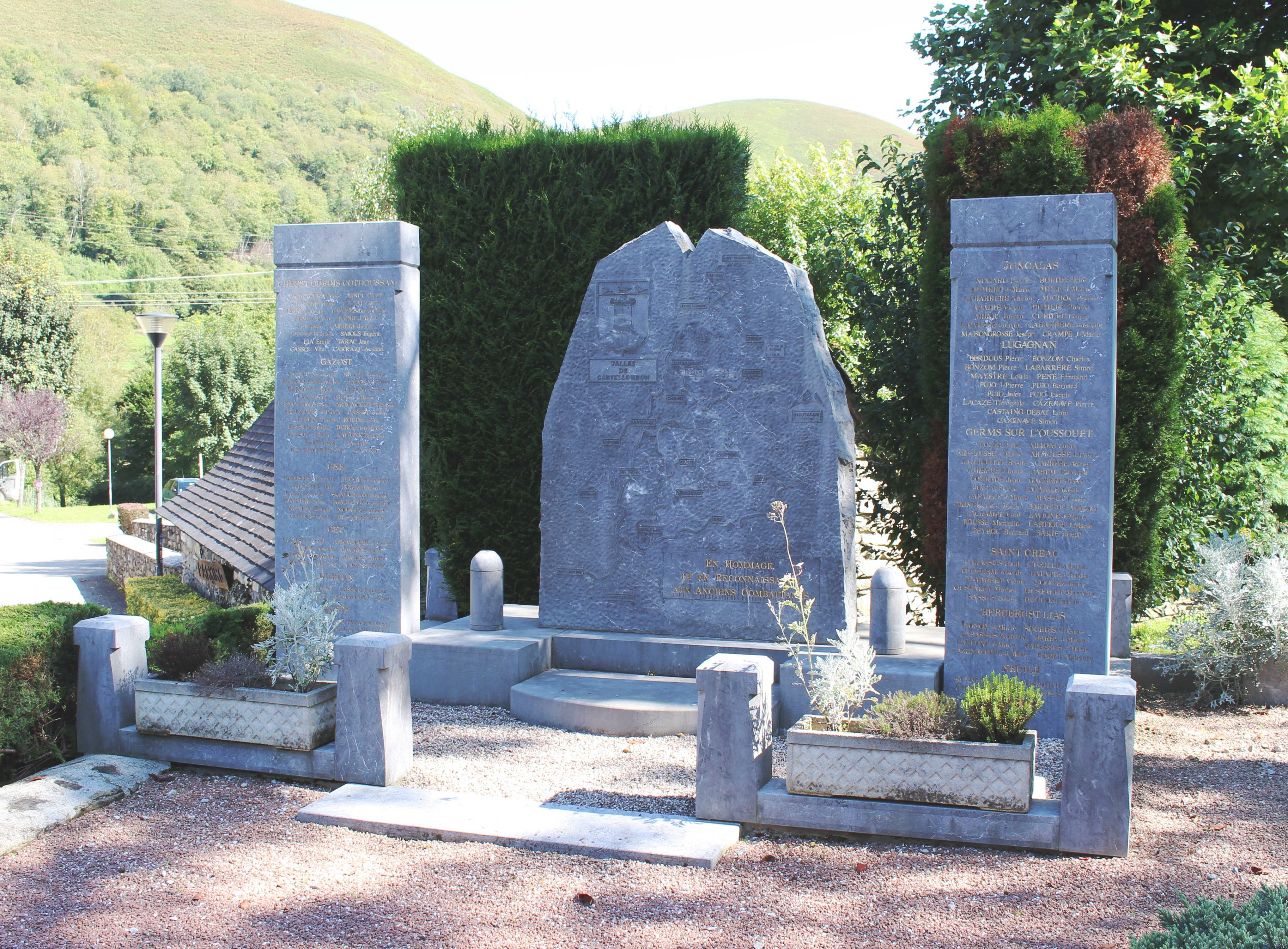
Le monument aux morts de la Vallée de Castelloubon.

### Lieux et monuments
- Église Saint-Pierre-aux-Liens d'Ourdon.
- Lavoir.

Sélection de vues de l'église Saint-Pierre-aux-Liens en 2016.
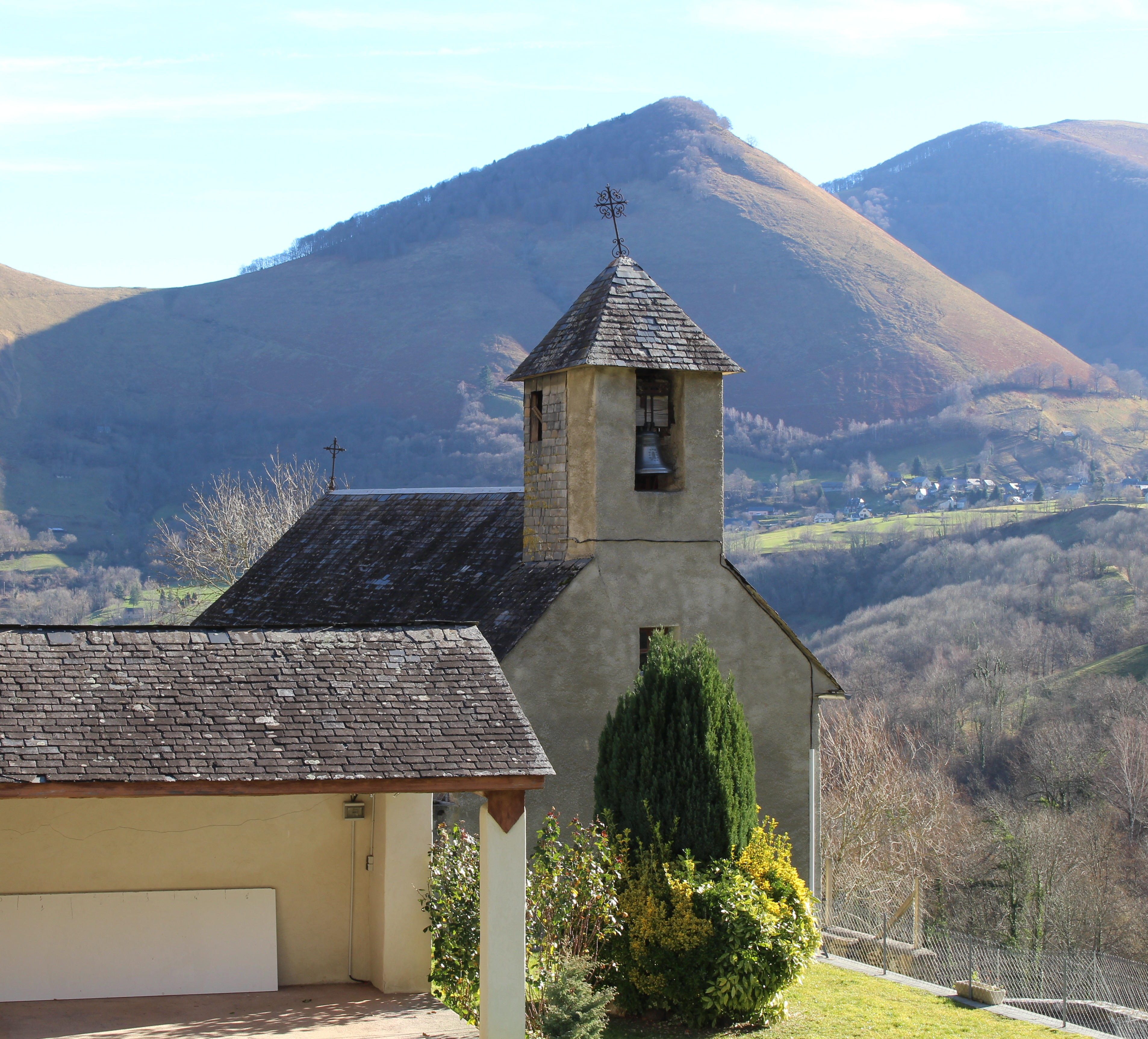
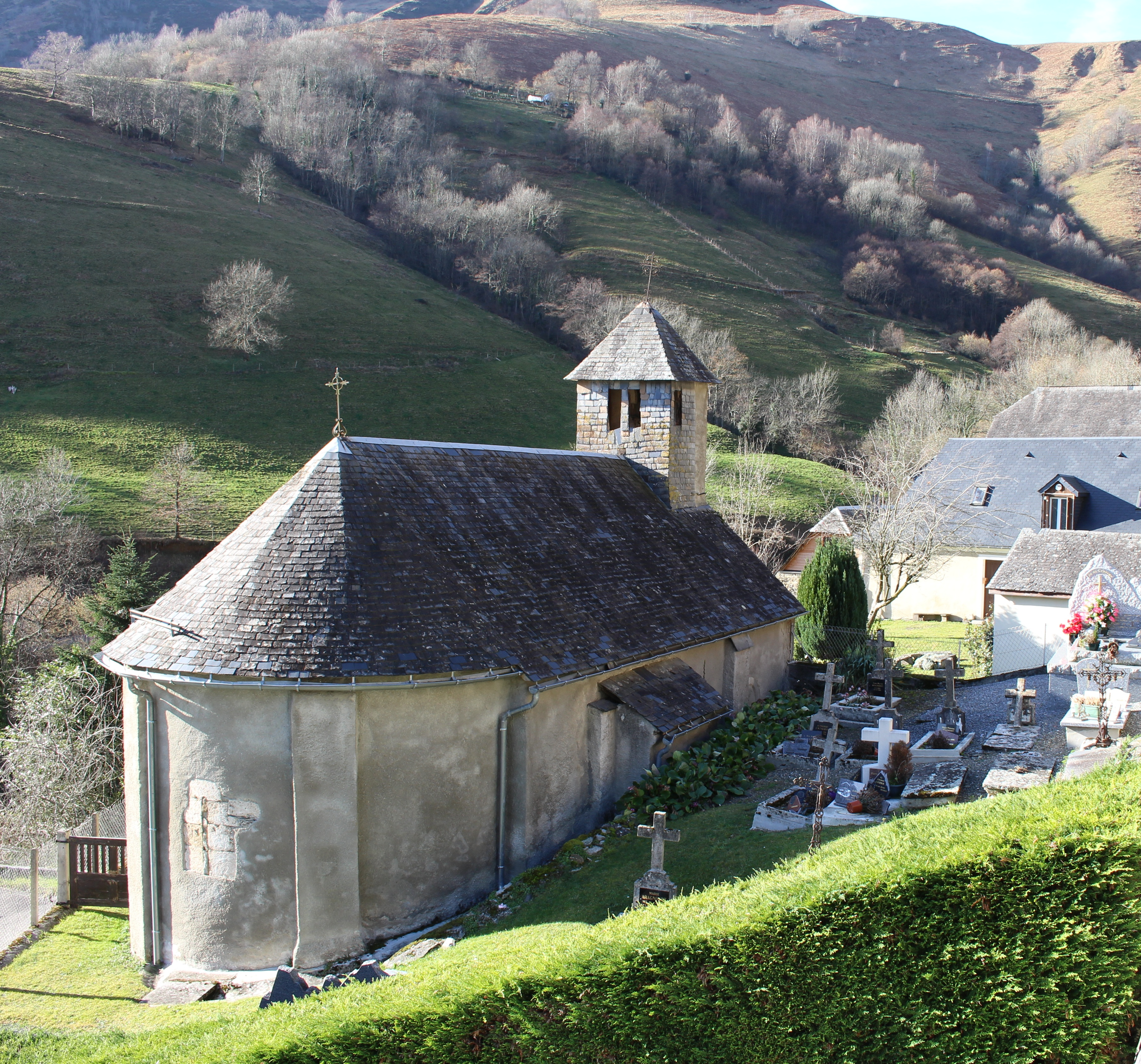
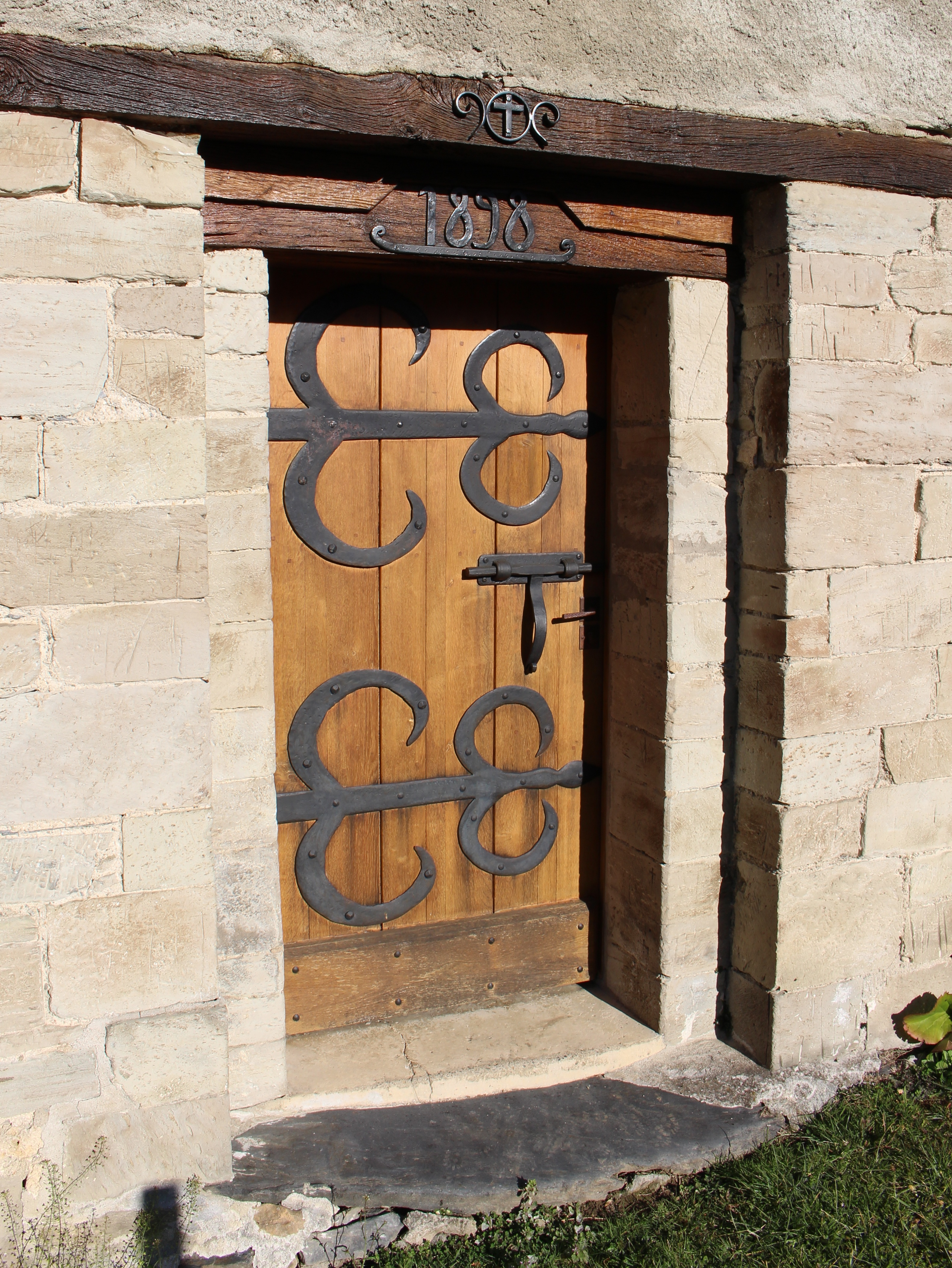
L'entrée
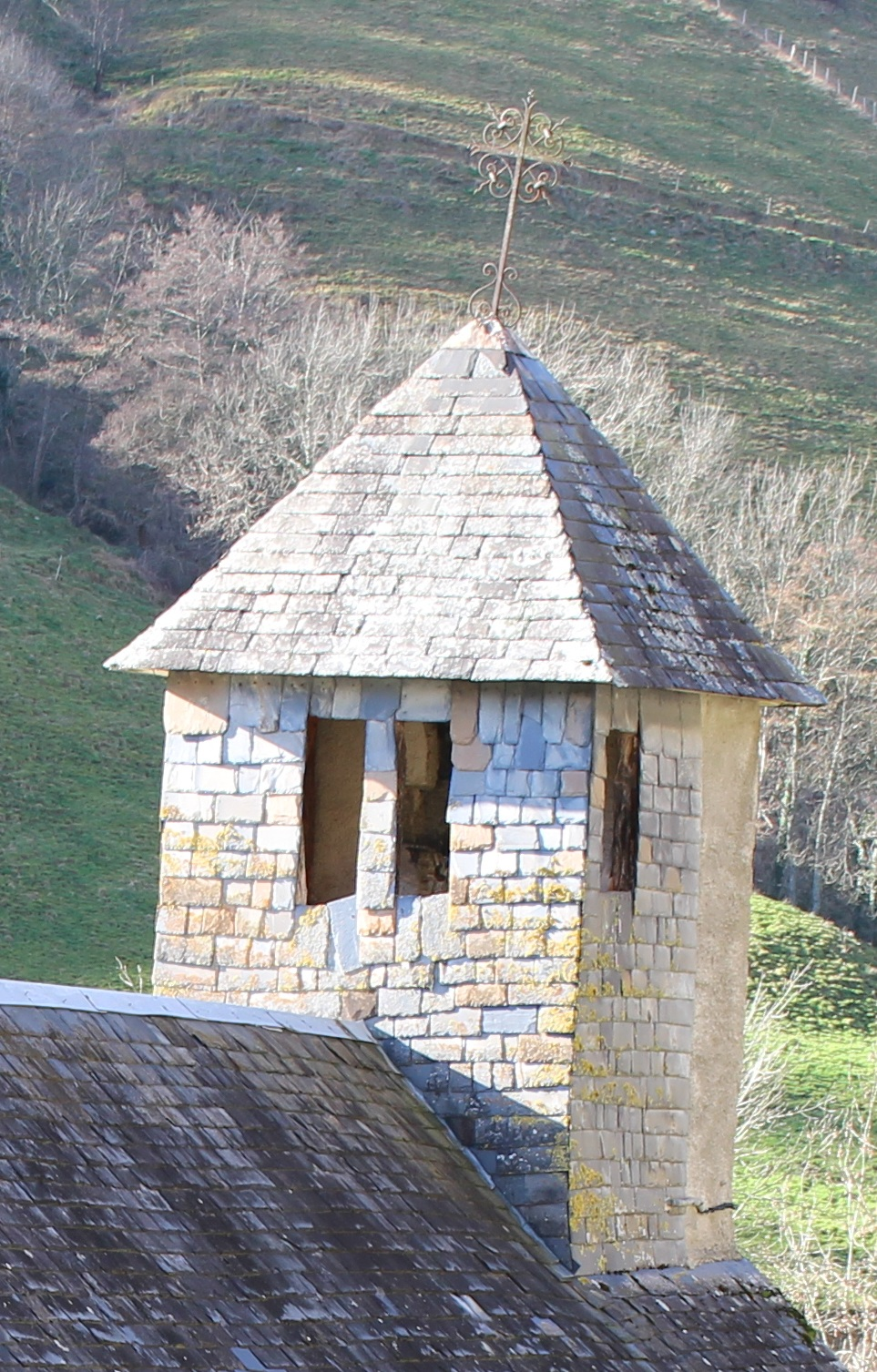
Le clocher
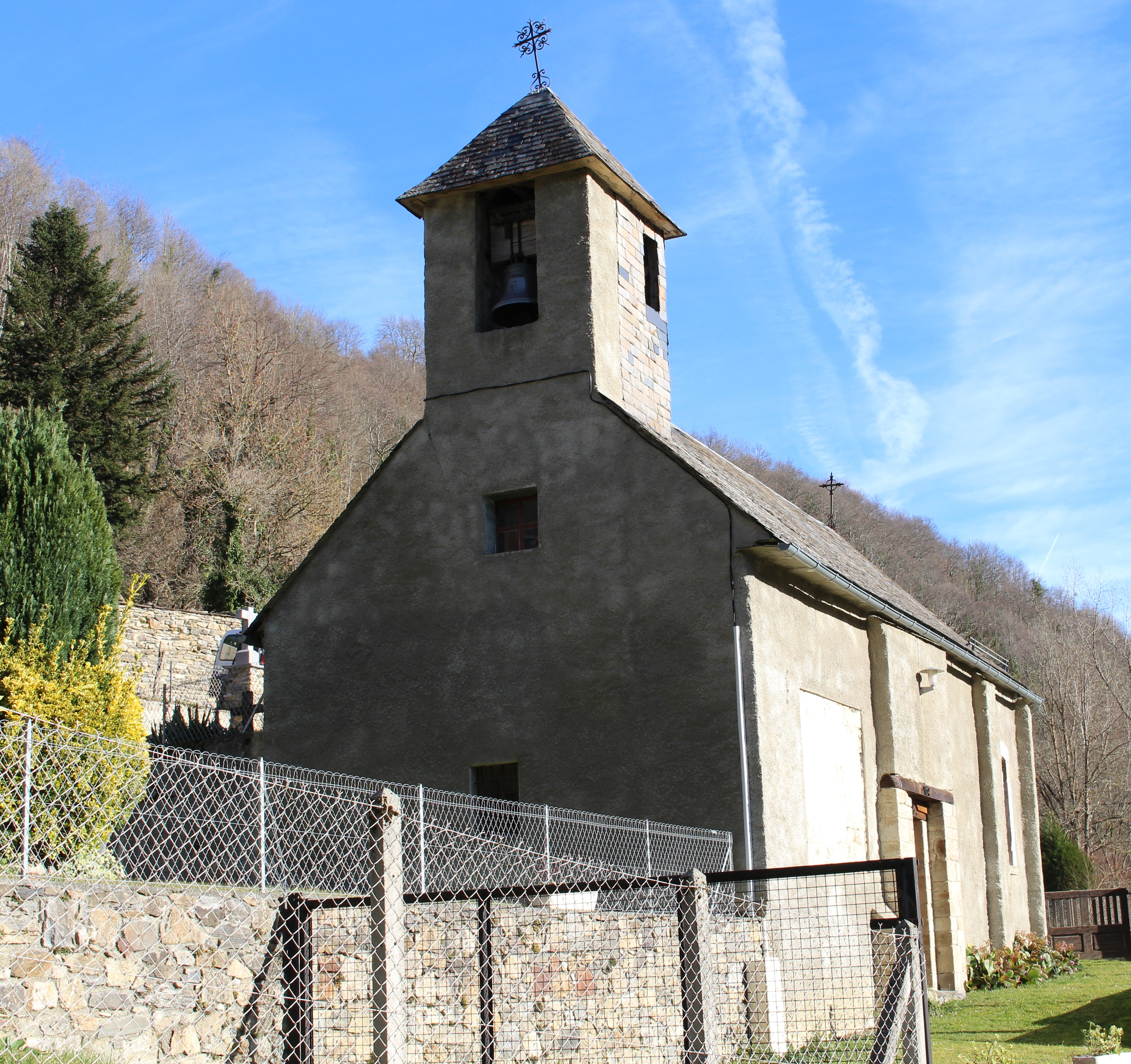

### Héraldique
| Blason | Blasonnement : D'or à la cotice en barre de gueules chargée de l'inscription OURDON en capitales d'argent posées à plomb et accompagnée de deux taons de sable, au chef de sinople chargé d'une croisette d'argent. Commentaires : Blason officiel vérifié auprès de la mairie. |